# Witold Dąbrowski (poeta)
Witold Sokół-Dąbrowski (ur. 28 września 1933 w Pruszkowie, zm. 10 maja 1978 w Warszawie) – polski poeta, tłumacz literatury rosyjskiej, publicysta.

## Życiorys
Maturę zdał w Kwidzynie, gdzie rodzina zamieszkała po wojnie. Studiował polonistykę i filozofię na Uniwersytecie Warszawskim. Studia ukończył w 1955. Wraz z kilkoma kolegami założył w 1954 Studencki Teatr Satyryków, który współprowadził do 1958. W tym czasie był związany z Agnieszką Osiecką, która swoją z nim relację określiła jako „tę jedyną w swoim życiu walkę o szczęście”. Współpracował z prasą: „Po prostu” i „Sztandarem Młodych”. W latach 1960–1961 był redaktorem naczelnym pisma literackiego „Współczesność”.
Debiutował w tygodniku Nowa Kultura w 1951 wierszem „Rocznik 1950”. Pierwszy tomik wierszy Rocznik 33 wydał w 1957. Następne to Koncert Hebanowy (1966), Ognicha (1971) i Arrasowanie (1976), za które otrzymał nagrodę PEN Clubu. Piąty tomik Portret trumienny został wydany już po śmierci poety w 1982, zbiorcze zaś wydanie poezji Krajobraz z chmurą ukazało się w 2012. Określany jako poeta neoromantyczny.
Uznany tłumacz poezji i prozy rosyjskiej. Był współautorem (z Andrzejem Mandalianem i Wiktorem Woroszylskim) Antologii nowoczesnej poezji rosyjskiej 1880–1967 (1971) oraz antologii Symboliści i akmeiści rosyjscy (1971). Przełożył m.in. utwory Sołżenicyna (Jeden dzień Iwana Denisowicza), Bułhakowa (biografię Życie Pana Moliera, powieści: Mistrza i Małgorzatę oraz Białą gwardię, opowiadania: Fatalne jaja i Diaboliadę), Krossa (Immatrykulacja Michelsona, z języka rosyjskiego), a także piosenki Bułata Okudżawy. Przy tłumaczeniach współpracował ze swoją partnerką życiową Ireną Lewandowską.
Jako działacz opozycji był w 1976 sygnatariuszem Memoriału 101 – protestu ludzi nauki i kultury przeciw projektowanym zmianom w Konstytucji PRL. W konsekwencji otrzymał całkowity zakaz publikacji, obejmujący wydawnictwa, czasopisma, radio, telewizję, teatry. Od 5 lutego 1976 był rozpracowywany przez Wydział III Komendy Stołecznej MIlicji Obywatelskiej w Warszawie (sprawa operacyjnego rozpracowania, nr teczki O/Wa WK-8224/11). Na początku maja 1978 roku na walnym zebraniu oddziału warszawskiego Związku Literatów Polskich potępił z mównicy Polską Zjednoczoną Partię Robotniczą za prześladowanie pisarzy. Pobity przez nieznanych sprawców, tydzień później, w nocy 9 na 10 maja zmarł na zawał serca.

## Życie prywatne
Witold Dąbrowski był synem Aleksandra i Michaliny z domu Rutkowskiej. Przydomek „Sokół” pochodził od dziadka, inżyniera Aleksandra Dąbrowskiego, bojowca PPS, więźnia Pawiaka w latach 1905–1906, skazanego następnie na katorgę i zesłanie, żonatego z Antoniną Korczak-Struś. Ojciec Witolda, Aleksander, oraz stryj Paweł należeli do Armii Krajowej, byli więźniami Pawiaka w latach 1942–1943.
Ze związku z Ireną Lewandowską, miał córkę Justynę Dąbrowską, ur. 1960 – psychologa, psychoterapeutkę i dziennikarkę.

## Tomiki poezji
- Rocznik 33 (1957)
- Koncert hebanowy (1966)
- Ognicha (1971)
- Arrasowanie (1976)
- Portret trumienny (1982)
- Poezje wybrane (1983)
- Krajobraz z chmurą (2012)

## Tłumaczenia
- Michaił Bułhakow, Mistrz i Małgorzata, razem z  Ireną Lewandowską (liczne wydania)
- Michaił Bułhakow, Biała gwardia, razem z Ireną Lewandowską (liczne wydania)
- Michaił Bułhakow, Życie Pana Moliera, razem z Ireną Lewandowską (liczne wydania)
- Michaił Bułhakow, Diaboliada, razem z Ireną Lewandowską (liczne wydania)
- Michaił Bułhakow, Opowiadania, razem z Ireną Lewandowską (liczne wydania)
- Michaił Bułhakow, Fatalne jaja, razem z Ireną Lewandowską (liczne wydania)
- Aleksandr Isaevič Solženicyn, Jeden dzień Iwana Denisowicza razem z Ireną Lewandowską (liczne wydania)
- Jurij Bondariew, Bataliony proszą o ogień, 1966, Książka i Wiedza
- Iwan Stadniuk, Któż jest aniołem? 1967, Książka i Wiedza
- Andriej Wozniesienski, Longjumeau, 1970, Czytelnik
- Konstanty Simonow, Z tobą i bez ciebie – liryki wojenne, (razem z innymi)  1970, PIW
- Antologia nowoczesnej poezji rosyjskiej, razem z Andrzejem Mandalianem i Wiktorem Woroszylskim, 1971, Zakład Narodowy im Ossolińskich
- Levi Achto, Notatnik Szarego Wilka, razem z Ireną Lewandowską, 1971, PIW
- Eugeniusz Jewtuszenko, Uniwersytet Kazański, 1971, Iskry
- Jurij Dombrowski, Czarna dama : trzy opowieści o Szekspirze, razem z Ireną Lewandowską, 1973, PIW
- Wołodymyr Kyselow, Trzecia miłość, 1974, Iskry
- Bułat Okudżawa, Merci czyli przypadki Szypowa, 1974, PIW
- Bagiš Ovsepjan, O tych, co nie wrócili, 1975, Iskry
- Wiktor Koniecki, Pośród mitów i raf, razem z Ireną Lewandowską, 1975, PIW
- Geworg Emin,  Siedem pieśni o Armenii, razem z Ireną Lewandowską, 1975, Książka i Wiedza
- Jaan Kross, Immatrykulacja Michelsona, 1976, PIW
- Sergiusz Antonow, W pierwszej osobie, 1976, PIW
- Maksud Ibrahimbekow, Kto pojedzie do Truskawca, razem z Ireną Lewandowską, 1976, Książka i Wiedza
- Grant Matewosjan, Pomarańczowy tabun, 1977, Czytelnik
- Aimee Bekman, Katarynka, 1978, PIW
- Mikołaj Moskwin, Dwa długie dni, 1980, Książka i Wiedza
- Bułat Okudżawa, Wędrówki dyletantów, 1981, PIW